# Hans Karlsson (handbollsspelare)
Hans Johan Martin "Hasse" Karlsson, född 4 maj 1981 i Växjö, är en svensk handbollstränare och tidigare handbollsspelare (mittsexa).

## Karriär
Hans Karlssons moderklubb är Växjö HF, där han spelade i samma ungdomslag som Jonas Källman. Karlsson slog sedan igenom i HK Drott, där han spelade 1999-2004 och vann SM-guld säsongen 2001/2002. Efter att ha lämnat Drott spelade han under två säsonger i Danmark för klubbarna Skjern och Team Helsinge och därefter fyra säsonger i Ystads IF. Inför säsongen 2010/2011 återvände han till HK Drott. Han lämnade klubben mot sin vilja 2014 efter att först ha tagit ytterligare ett SM-guld med klubben 2013. Hasse Karlsson blev då spelande assisterande tränare i HK Varberg.
2015 lade han skorna på hyllan och blev huvudtränare för Varberg.

## Meriter
- Brons vid U21-VM 2001
- 2 SM-guld (2002 och 2013) med HK Drott